# Sandweg (Frankfurt am Main)

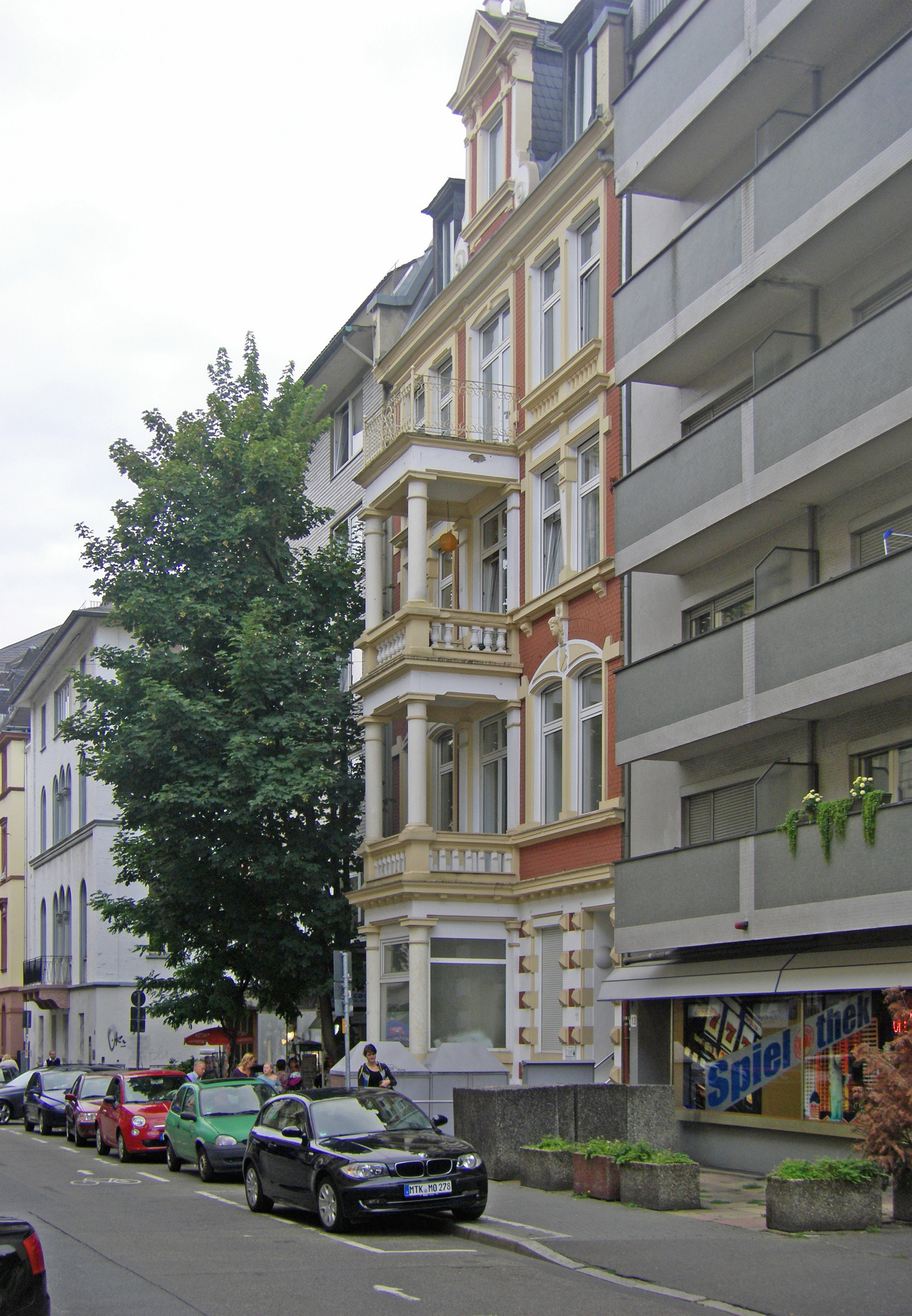
Das Gebäude im Sandweg 11 (Mitte) ist das einzige Baudenkmal der Straße.

Der Sandweg ist eine Straße in Frankfurt am Main, die die Grenze zwischen den Stadtteilen Nordend im Westen und Ostend im Osten bildet.

## Verlauf
Die Straße beginnt im Süden am Uhrtürmchen an der Friedberger Anlage. Hier treffen sich auch die Pfingstweidstraße, die in östlicher Richtung zum nahegelegenen Frankfurter Zoo führt, und die nach Westen verlaufende Zeil.
Der Sandweg verläuft in nördlicher bzw. (ab Thomasiusstraße) nordöstlicher Richtung und endet an der Habsburgerallee, hinter der er in nördlicher Richtung durch die Arnsburger Straße „fortgesetzt“ wird. Annähernd parallel zum Sandweg verläuft im Westen die Berger Straße und im Osten die Wittelsbacherallee.

## Name
Der Name ist tatsächlich auf den Sand zurückzuführen, der in diesem Gebiet früher für den in Frankfurt benötigten Häuserbau abgebaut wurde. Er hatte sich im hiesigen Gewand „Im Sand“ wie an vielen anderen Stellen der Mainebene angehäuft, als in der Vorzeit der Wind den Flugsand zu Dünen formte.

## Geschichte
Nach der Niederlegung der Frankfurter Stadtbefestigung zu Beginn des 19. Jahrhunderts entwickelte sich der Sandweg neben der Berger Straße zu einer wichtigen Straßenverbindung nach Bornheim. Zwischen 1820 und 1860 entstand entlang der Straße eine dichte Besiedelung aus kleinbürgerlichen Mietshäusern, kleinen Gewerbebetrieben und einzelnen Industriebetrieben.
Die erste Fabrik war die 1842 errichtete Weberei Bourguignon & Lindheimer im Sandweg 21, die jedoch nur bis 1851 dort bestand. Das Gebäude wechselte in der Folge häufig den Besitzer: 1852 bis 1863 bestand hier eine Zigarrenfabrik, 1864 bis 1872 eine Hasenhaarschneiderei, 1874 bis 1879 eine Corsettenfabrik, später eine Pianofortefabrik, eine Tapetenfabrik und ein Hersteller von Tafelsilber.
Ein weiterer Großbetrieb war die 1857 im Sandweg 60 errichtete Metallgießerei Carl Beyer & Co. Beide Fabrikstandorte sind im Malerischen Plan von Frankfurt am Main und seiner nächsten Umgebung verzeichnet, den Friedrich Wilhelm Delkeskamp von 1859 bis 1864 schuf.
Als letztes größeres Industrieunternehmen ließ sich 1891 die Pharmazeutische Fabrik Engelhard im Sandweg 94 nieder. Die Fabrik wurde nach der Zerstörung im Zweiten Weltkrieg wiederaufgebaut und zog erst 2000 nach Niederdorfelden um.
Ab 1879 fuhr die dritte Linie der von der Frankfurter Trambahn-Gesellschaft als Pferdebahn betriebenen Straßenbahn über den Sandweg und die Arnsburger Straße bis zum Uhrtürmchen nach Bornheim. 1898 übernahm die Stadt Frankfurt die private Trambahngesellschaft und begann mit der Elektrifizierung. Ab 10. April 1899 verkehrte die erste elektrische Linie der Städtischen Straßenbahn zwischen Bornheim und dem Palmengarten ebenfalls über den Sandweg. Der Betrieb dieser ältesten Frankfurter Straßenbahnstrecke endete am 17. Mai 1953. Sie wurde durch eine neue Streckenführung über die nahegelegenen Wittelsbacherallee ersetzt.
In unmittelbarer Nachbarschaft zum Uhrtürmchen an der Friedberger Anlage (nicht zu verwechseln mit dem Bornheimer Uhrtürmchen) lebten Ende des 19. Jahrhunderts ein großer Teil der jüdischen Bevölkerung von Frankfurt. Zu diesem Gebiet gehört auch der untere Sandweg. Nach den Novemberpogromen 1938 wurden die verbliebenen jüdischen Familien Frankfurts von den Behörden planmäßig in etwa 300 Judenhäusern im Stadtgebiet konzentriert, wo sie auf engstem Raum leben mussten. Zu diesen Judenhäusern gehörten auch die Gebäude Sandweg 7, ein ehemaliges jüdisches Kinderheim, und Sandweg 32. An die Opfer der Verfolgung erinnern heute einige im Gehwegpflaster verlegte Stolpersteine.
Im unteren Sandweg befindet sich unter Nummer 11 das einzige Baudenkmal des Sandwegs. Das 1899 fertiggestellte Mietshaus der Neorenaissance verfügt über eine relativ aufwändige Klinkerfassade mit axialem Balkonvorbau und Giebel.

## Struktur
Der Sandweg liegt in einem Mischgebiet, das sowohl Wohn- als auch Gewerbeflächen aufweist. Am Sandweg befindet sich eine Vielzahl von kleinen Einzelhandelsgeschäften und Gastronomiebetrieben.